# Floriano Vieira Peixoto
Floriano Vieira de Araújo Peixoto [flʊri'ɐnʊ vi'ejrɐ pej'ʃotʊ] (Vila de Ipioca (Alagoas), 30 april 1839 - Barra Mansa (Rio de Janeiro), 29 juli 1895), was een Braziliaanse militair en politicus.

## Opleiding en militaire carrière
Hij kwam uit een arm gezin en groeide op bij zijn peetoom kolonel José Vieira de Araújo Peixoto. Floriano Peixoto ontving onderwijs in Maceió en Rio de Janeiro. Op zestienjarige leeftijd werd hij ingeschreven aan het Colégio São Pedro de Alcântara (College van Sint-Petrus van Alcântara) en deed in 1857 eindexamen.
Floriano Peixoto deed in 1861 zijn intrede op de militaire academie. In 1863 studeerde hij af en werd bevorderd tot eerste luitenant. Hij zette hierna zijn militaire carrière voort. Hij speelde een belangrijke rol tijdens de Oorlog van de Drievoudige Alliantie (1864-1870), een zes jaar durende oorlog tussen de Drievoudige Alliantie (Brazilië, Argentinië en Uruguay) enerzijds en het naar expansie strevende Paraguay onder dictator generaal Francisco Solano López. Tijdens de oorlog werd Floriano Peixoto bevorderd tot luitenant-kolonel.

### Vroege politieke carrière
Floriano Peixoto deed na de oorlog zijn intrede in de politiek. Van 13 september 1884 tot 5 oktober 1885 was hij president van de provincie (en latere deelstaat) Mato Grosso. Van 1885 tot januari 1889 verbleef hij in de provincie Alagoas. Hij liet zich niet in met de militaire kwestie (dat wil zeggen de spanningen tussen het leger en de staat) en werd daardoor betrouwbaar geacht door de regering. In 1888 werd hij bevorderd tot veldmaarschalk. In 1889 werd hij door de keizerlijke regering onder Visconde de Ouro Preto benoemd tot adjudant-generaal van de Strijdkrachten.
Floriano Peixoto werd door de regering niet verdacht van republikeinse sympathieën, maar sloot zich toch aan bij het complot tegen de monarchie. Op 15 november 1889 maakte een militaire staatsgreep een einde aan de monarchie van 67 jaar. Maarschalk Manuel Deodoro da Fonseca, de man die Floriano Peixoto overhaalde om mee te doen aan het complot, werd voorzitter van de voorlopige regering, terwijl de historische republikein Ruy Barbosa vicevoorzitter werd. Meer macht dan Ruy Barbosa verkreeg echter Floriano Peixoto, die als adjudant-generaal - hij behield deze functie naar de coup - gesteund werd door het leger. Maarschalk Da Fonseca werd tot generalissimo uitgeroepen. De macht van militairen in de voorlopige regering werd versterkt toen Floriano eind april 1890 minister van Defensie werd. In augustus 1890 volgde hij Barbosa op als vicevoorzitter van de regering.

## President
Op 25 februari 1891 werd Deodoro da Fonseca tot president van de republiek gekozen en Floriano Peixoto tot vicepresident gekozen. Floriano kreeg 153 tegen 57 stemmen in het Nationaal Congres. De relatie tussen president Da Fonseca en vicepresident Floriano was gespannen. Toen president Da Fonseca op 3 november 1891 het Congres ontbond en dicatoriale macht verwierf, begonnen ontevreden militairen, gesteund door Floriano, samen te zweren tegen de president. Op 23 november gaf de president de opdracht om de samenzweerders te arresteren, maar slaagde hier niet geheel in en een opstand dreigde uit te breken. Da Fonseca zag niets in een burgeroorlog en trad af. Floriano nam het presidentschap over, hoewel hij hier niet toe gemachtigd was. De vicepresident mocht alleen het presidentschap over nemen als de president er de helft van zijn (vier jaar durende) ambtstermijn op had zitten.
President Floriano benoemde militairen op de belangrijkste ministeries en consolideerde zijn macht. Toch kreeg ook Floriano als snel te maken met problemen binnen het leger en de - overwegend monarchistisch gezinde - marine. In de deelstaten Rio Grande do Sul en Santa Catarina braken opstanden (Federalistische Revolte) uit geleid door federalisten en ontevreden militairen (1893). De republikeinse troepen onderdrukten de opstanden echter. Op 6 september 1893 brak de Marineopstand uit geleid door de admiraals Custódio de Melo (voorheen een medestander van Floriano), Eduardo Wandenkolk (voorzitter van de Militaire Club) en Luís Filipe de Saldanha da Gama (een monarchist). De admiraals hoopten dat Floriano zou aftreden om bloedvergieten te voorkomen, zoals zijn voorganger, president Da Fonseca, maar dit gebeurde niet. In maart 1894 werd de opstand onderdrukt.
Er werd druk uitgeoefend op Floriano om, wanneer zijn ambtstermijn zou eindigen, geen pogingen te ondernemen om aan de macht te blijven. Op 15 november 1894 trad hij af.
Floriano Peixoto was als president impopulair, maar was wel een krachtige persoonlijkheid. Hij werd de "IJzeren Maarschalk" (Marechal de Ferro) genoemd.
Tijdens zijn presidentschap nam het nationalisme van de Brazilianen toe.

## Dood
Kort na zijn aftreden overleed Floriano Vieira Peixoto op 56-jarige leeftijd op zijn boerderij.

## Familie
Hij was getrouwd met Josina Vieira Peixoto.

## Trivia
- Na de overwinning op de federalisten in de deelstaat Santa Catarina, werd de naam van de hoofdstad van die deelstaat, Nossa Senhora do Desterro gewijzigd in Florianópolis.
- Tijdens Floriano's presidentschap was er sprake van de verheerlijking van de president, Florianismo genaamd.

## Regeringssamenstelling
| Ambt                                             | Persoon |
| ------------------------------------------------ | --- |
| President                                        | maarschalk Floriano Vieira Peixoto (1891-1894) |
| Minister van Justitie en Binnenlandse Zaken      | José Hygino Duarte Pereira (1891-1892) Fernando Lobo Leite Pereira (1892-1893) Inocêncio Serzedelo Correia (1892) Alexandre Cassiano do Nascimento (1893-1894) |
| Minister van Marine                              | luitenant-admiraal Custódio José de Melo (1891-1893) luitenant-adimiraal Filipe Rodrigues Cavesl (1893-1894) vice-adimiraal Francisco José Coelho Neto (1894) generaal Bibiano Sérgio Macedo da Fontoura Costallat luitenant-admiraal José Goçalves Duarte (1894) |
| Minister van Oorlog                              | generaal José Simião de Oliveira (1891-1892) luitenant-admiraal Custódio José de Melo (1892) generaal Francisco Antônio de Moura (1892-1893) maarschalk Antônio Enéias Gustavo Galvão (1893-1894) generaal Bibiano Sérgio Macedo de Fontoura Costallat (1894) |
| Minister van Buitenlandse Zaken                  | luitenant-admiraal Custódio José de Melo (1891) Fernando Lobo Leite Pereira (1891-1892) Inocêncio Serzedelo Correia (1892) luitenant-admiraal Custódio José de Melo (1892) Antônio Francisco de Paula Souza (1892-1893) Felisberto Firmo de Oliveira Freire (1893) José Filipe Pereira (1893) Carlos Augusto de Carvalho (1893) Alexandre Cassiano do Nascimento (1893-1894) |
| Minister van Financiën                           | Antão Gonçalves de Farias (1891) Francisco de Paula Rodrigues Alves (1891-1892) Inocêncio Serzedelo Correia (1892-1893) Felisberto Firmo de Oliveira Freire (1893-1894) Alexandre Cassiano do Nascimento (1894) |
| Minister van Landbouw, Handel en Openbare Werken | Antão Gonçalves de Almeida Inocêncio Serzedelo Correia Antônio Paulino Limpo de Abreu Antônio Francisco de Paula Souza João Filipe Pereira generaal Bibiano Sérgio Macedo de Fontoura Constallat |